# MacPorts
MacPorts, anciennement DarwinPorts, est un gestionnaire de paquets libre qui simplifie l'installation de paquets libres sous macOS et Darwin (ou OpenDarwin). L'objectif est le même que celui de Fink.

## Historique
Le projet a débuté en 2002 sous le nom « DarwinPorts » et faisait partie du projet OpenDarwin. De nombreux employés d'Apple comme Landon Fuller, Kevin Van Vechten ou bien encore Jordan Hubbard y ont participé.
La version officielle 1.0 est sortie le 28 avril 2005. En décembre 2005, le projet a atteint un cap en atteignant les 3 000 portages. En aout 2010, MacPorts 1.9.1 avait atteint les 7 000 portages. Depuis mars 2013, MacPorts 2.1.3 a dépassé les 16 500 portages.
MacPorts est actuellement hébergé sur Mac OS Forge, un service d'hébergement open source créé et maintenu par Apple Inc. pour les projets tiers.
Pallet est l'interface graphique officielle de MacPorts et est devenu un projet du Google Summer of Code depuis 2009.

## Fonctionnement
En l'absence de Pallet, MacPorts s'utilise en entrant des commandes dans le terminal. Le programme s'appelle port et requiert l'utilisation de sudo pour écrire dans les répertoires protégés du système.
Pour installer un paquet :
```
 sudo port install 
nom-du-paquet
```

Cette commande permet de télécharger et ensuite, si nécessaire, de compiler et installer le logiciel demandé ainsi que toutes les dépendances automatiquement.
Les paquets installés peuvent être mis à jour avec la commande :
```
 sudo port upgrade installed
```

MacPorts supporte la compilation universelle des programmes pour les versions PowerPC et Intel de Mac OS. La migration d'une installation PowerPC de MacPorts vers une version Intel nécessite de recompiler l'ensemble des paquets installés.